# Тайвань (острів)
Тайва́нь, або Тайва́н; спрощ.: 台湾; кит. трад.: 臺灣; піньїнь: Táiwān; певедзі: Tâi-oân) — острів у Східній Азії. Керується урядом Республіки Китай, яка також володіє Орхідськими островами, Зеленими островами в Тихому океані, а також Пескадорськими, Кінменськими і островами Мацзу.
Окрім Республіки Китай, на володіння островом претендує комуністичний уряд Китайської Народної Республіки (див. два Китаї). Найбільше місто — Новий Тайбей. Розташований у південній частині Східної Азії, на південний схід від континентального Китаю. На сході та північному сході Тайвань межує з водами Японії і островами Рюкю. На південь від нього розташовані Філіппіни. Тайвань омивається Тихим океаном на сході, Південнокитайським морем і Лусонською протокою на півдні, Тайванською протокою на заході та Східнокитайським морем на сході. Площа острова становить 35.801 км², довжина — 394 км, ширина — 144 км. На Тайвані переважають скелясті уступчасті гори вкриті тропічними та субтропічними лісами.
Традиційна європейська назва — Формо́за (порт. Formosa, МФА: [fuɾ.ˈmo.zɐ] «Красива»).

## Загальний огляд
Острів витягнутий з півночі на південь на 394 км, ширина близько 140 км, площа 35 834 км².
Східні береги часто обривисті, західні пологі. Протяжність берегової лінії — 1566 км. Згідно з Конвенцією Організації Об'єднаних Націй з морського права (UNCLOS) 1982 року, протяжність територіальних вод країни встановлено в 12 морських миль (22,2 км). Виключна економічна зона встановлена на відстань 200 морських миль (370,4 км) від узбережжя.
Уздовж усього острова тягнуться вкриті лісами Тайванські гори (найвища точка — гора Юйшань, 3952 м); на півночі — група згаслих вулканів, на заході — прибережна рівнина (тут мешкає 90 % населення острова).

### Клімат
Клімат на півночі субтропічний, на півдні — тропічний мусонний. Сума опадів на рівнинній частині — 1500—2500 мм, у горах понад 5000 мм. У серпні та вересні часті тайфуни.
На Тайвані із червня по серпень триває сезон дощів. Для північної частини острова характерна висока хмарність упродовж усього року. На півдні 90 % річних опадів випадає під час сезону дощів.
| Кліматограма (Північ) | Кліматограма (Північ) | Кліматограма (Північ) | Кліматограма (Північ) | Кліматограма (Північ) | Кліматограма (Північ) | Кліматограма (Північ) | Кліматограма (Північ) | Кліматограма (Північ) | Кліматограма (Північ) | Кліматограма (Північ) | Кліматограма (Північ) |
| --- | --------------------- | --------------------- | --------------------- | --------------------- | --------------------- | --------------------- | --------------------- | --------------------- | --------------------- | --------------------- | --------------------- |
| С | Л                     | Б                     | К                     | Т                     | Ч                     | Л                     | С                     | В                     | Ж                     | Л                     | Г                     |
| 83 19 14 | 170 20 14             | 180 22 16             | 178 26 19             | 235 29 22             | 326 32 25             | 245 34 26             | 322 34 26             | 361 31 25             | 149 28 22             | 83 24 19              | 73 21 16              |
| Середня макс. і мін. температури повітря (°C) Атмосферні опади (мм), за рік : 2405,1 мм. Джерело: Central Weather Bureau |                       |                       |                       |                       |                       |                       |                       |                       |                       |                       |                       |

| Кліматограма (Центр) | Кліматограма (Центр) | Кліматограма (Центр) | Кліматограма (Центр) | Кліматограма (Центр) | Кліматограма (Центр) | Кліматограма (Центр) | Кліматограма (Центр) | Кліматограма (Центр) | Кліматограма (Центр) | Кліматограма (Центр) | Кліматограма (Центр) |
| --- | -------------------- | -------------------- | -------------------- | -------------------- | -------------------- | -------------------- | -------------------- | -------------------- | -------------------- | -------------------- | -------------------- |
| С | Л                    | Б                    | К                    | Т                    | Ч                    | Л                    | С                    | В                    | Ж                    | Л                    | Г                    |
| 36 22 13 | 88 22 14             | 94 25 16             | 135 28 20            | 225 30 23            | 343 32 24            | 246 33 25            | 317 33 25            | 98 32 24             | 16 30 22             | 19 27 18             | 26 24 14             |
| Середня макс. і мін. температури повітря (°C) Атмосферні опади (мм), за рік : 1641,9 мм. Джерело: Central Weather Bureau |                      |                      |                      |                      |                      |                      |                      |                      |                      |                      |                      |

| Кліматограма (Південь)                                                                                                   | Кліматограма (Південь) | Кліматограма (Південь) | Кліматограма (Південь) | Кліматограма (Південь) | Кліматограма (Південь) | Кліматограма (Південь) | Кліматограма (Південь) | Кліматограма (Південь) | Кліматограма (Південь) | Кліматограма (Південь) | Кліматограма (Південь) |
| --- | ---------------------- | ---------------------- | ---------------------- | ---------------------- | ---------------------- | ---------------------- | ---------------------- | ---------------------- | ---------------------- | ---------------------- | ---------------------- |
| С | Л                      | Б                      | К                      | Т                      | Ч                      | Л                      | С                      | В                      | Ж                      | Л                      | Г                      |
| 16 24 16 | 21 25 17               | 39 27 19               | 70 29 22               | 197 31 25              | 415 32 26              | 391 32 26              | 417 32 26              | 242 31 26              | 43 30 24               | 19 28 21               | 16 25 17               |
| Середня макс. і мін. температури повітря (°C) Атмосферні опади (мм), за рік : 1884,9 мм. Джерело: Central Weather Bureau |                        |                        |                        |                        |                        |                        |                        |                        |                        |                        |                        |

| Кліматограма (Схід) | Кліматограма (Схід) | Кліматограма (Схід) | Кліматограма (Схід) | Кліматограма (Схід) | Кліматограма (Схід) | Кліматограма (Схід) | Кліматограма (Схід) | Кліматограма (Схід) | Кліматограма (Схід) | Кліматограма (Схід) | Кліматограма (Схід) |
| --- | ------------------- | ------------------- | ------------------- | ------------------- | ------------------- | ------------------- | ------------------- | ------------------- | ------------------- | ------------------- | ------------------- |
| С | Л                   | Б                   | К                   | Т                   | Ч                   | Л                   | С                   | В                   | Ж                   | Л                   | Г                   |
| 43 23 17 | 48 24 17            | 43 25 19            | 74 28 21            | 157 30 23           | 248 31 25           | 281 32 26           | 308 32 26           | 299 31 25           | 236 29 23           | 78 27 21            | 42 24 18            |
| Середня макс. і мін. температури повітря (°C) Атмосферні опади (мм), за рік : 1857 мм. Джерело: Central Weather Bureau |                     |                     |                     |                     |                     |                     |                     |                     |                     |                     |                     |

### Річки
Річки острова — гірські та багатоводні. Використовуються для зрошення і гідроенергетики. Загальні запаси відновлюваних водних ресурсів (ґрунтові і поверхневі прісні води) становлять 67 км³. Станом на 2012 рік в країні налічувалось 3820 км² зрошуваних земель.

## Флора і фауна

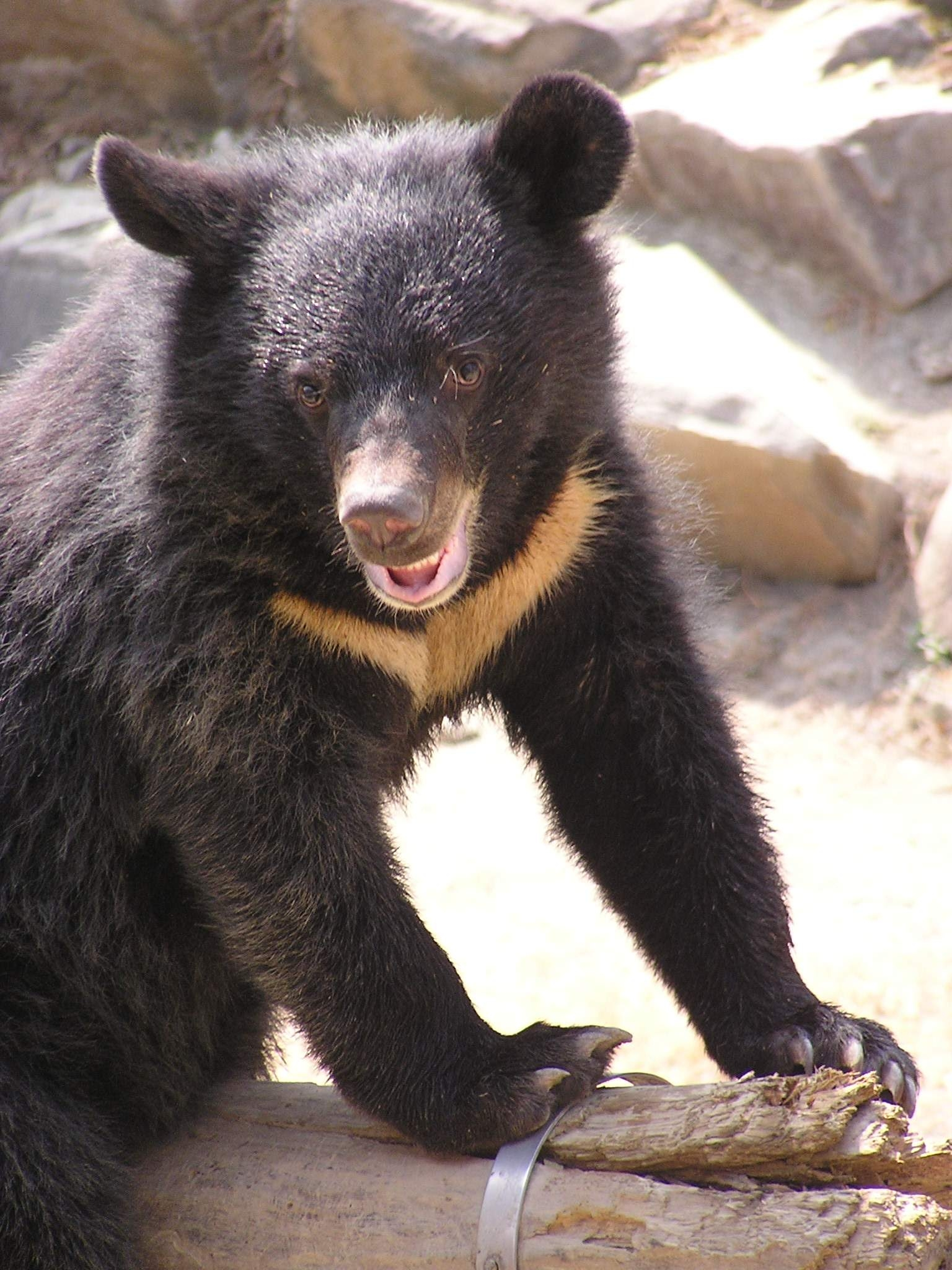
Ведмідь Selanarctos thibetanus formosanus

Вологі тропічні ліси з великою видовою різноманітністю (понад 3000 видів, з яких понад 1500 ендемічні —  Chamaecyparis formosensis, ялиця Кавакамі Abies kawakamii, Cinnamonum camphora).
На нижніх частинах схилів — вологі вічнозелені ліси з панданусів, пальм, бамбука, ліан; вище — широколистяні листопадні та змішані ліси з камфори, кипарисів, ялини, ялиці, деревоподібних папоротей, та ін.
На висоті 3300 м ліси заміщаються поясами кущів рододендрону і високогірними луками. Прибережні рівнини зайняті полями рису, батату, плантаціями цукрової тростини, ананасів та ін. Уздовж узбережжя — місцями мангрові ліси.
У минулому в гірських лісах траплялося багато ендемічних видів — лазурова сорока, тайванський чорний ведмідь, плямистий олень, прісноводний лосось і багато інших.

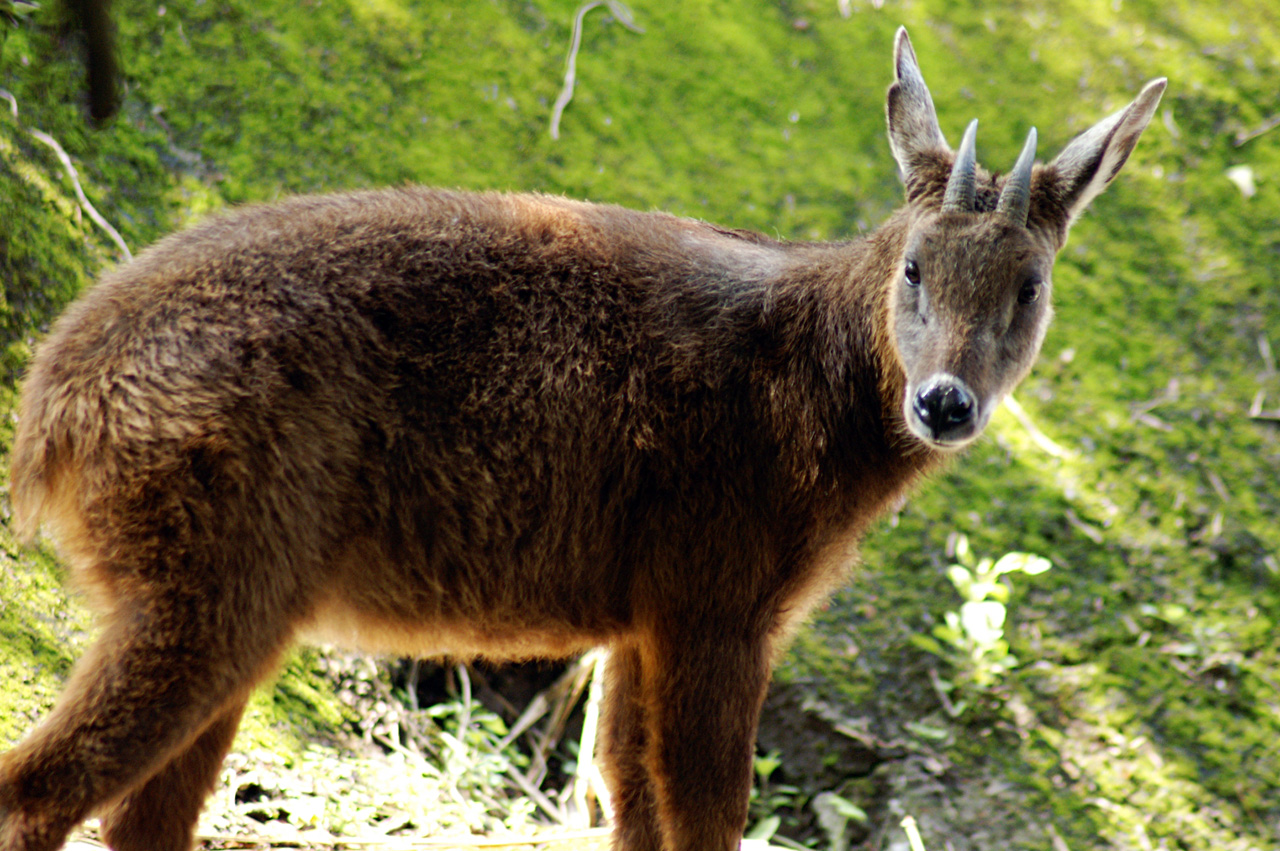
Козоріг тайванський
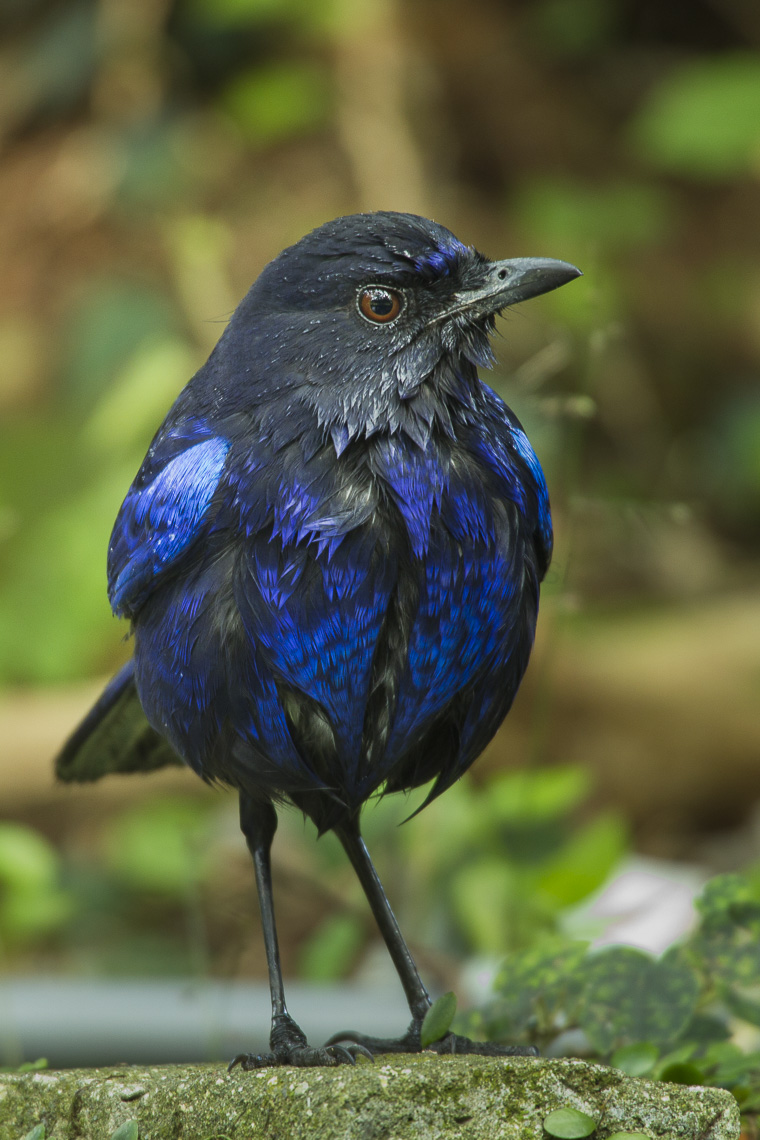
Аренга тайванська
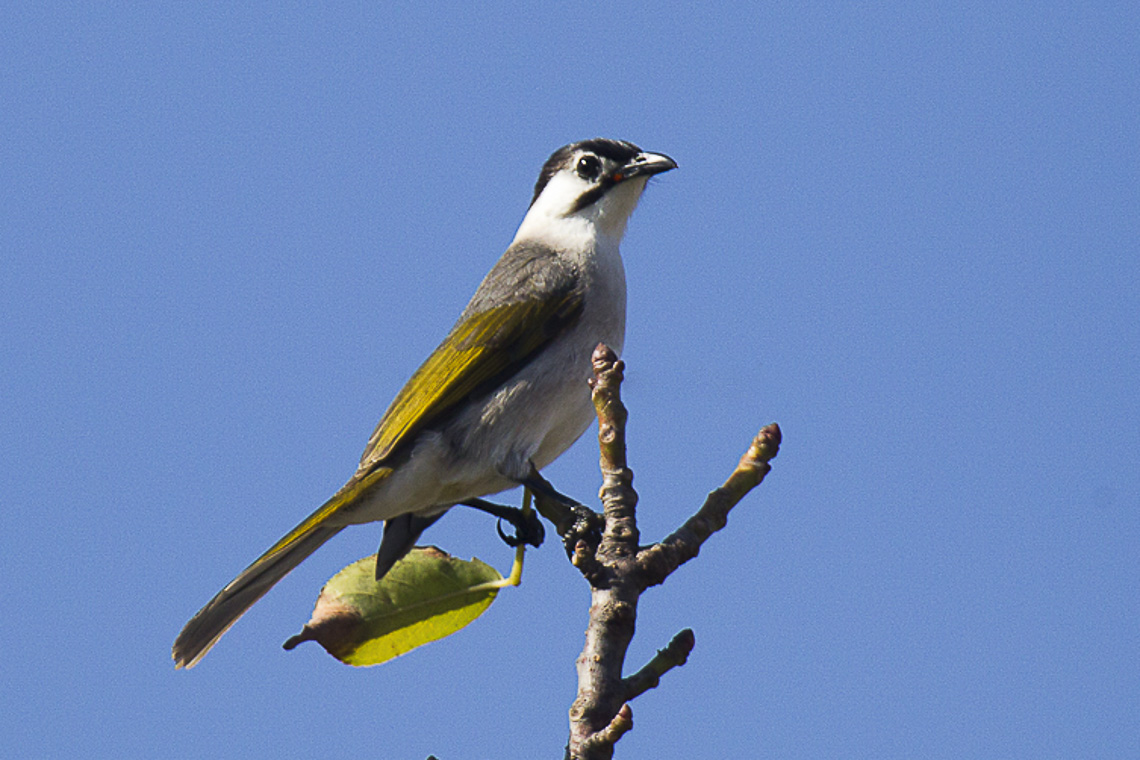
Бюльбюль тайванський
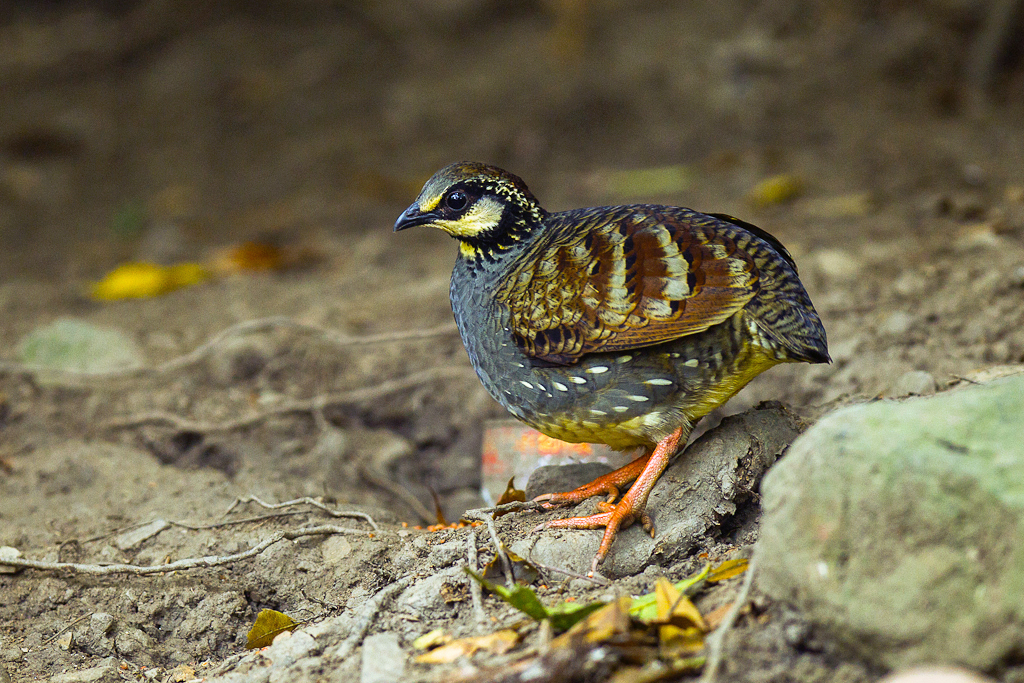
Куріпка тайванська

## Природні ресурси

### Корисні копалини
Природні ресурси: невеликі родовища золота, міді, кам'яного вугілля, природного газу, вапняку, мармуру та азбесту.

### Землеробство
Понад половину території острова займають ліси та чагарники, переважно в гірських районах, 24 % — орні землі (в основному на рівнині), 15 % території використовується для інших потреб. 5 % території займають пасовища, 1 % — багаторічні культури.

### Екологічний стан
До найбільш серйозних екологічних проблем відносяться забруднення повітря, забруднення води промисловими водами та каналізацією, зараження джерел питної води, незаконне вивезення тварин, занесених до Червоної книги, а також забруднення радіоактивними відходами. Загрозу здоров'ю населення і місцевих лісах становлять кислотні дощі. На думку місцевих вчених, понад половина кислотних опадів потрапляє на острів з материкової частини Китаю під час періоду мусонів.

### Стихійні лиха

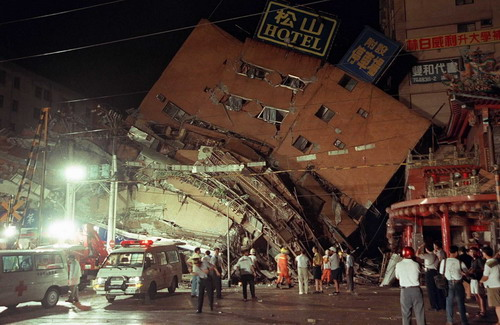
Землетрус на Тайвані 1999

Населення острова часто потерпає від землетрусів і тайфунів. Так, 21 вересня 1999 року, в центрі острова стався землетрус, в результаті якого загинуло 2415 осіб, постраждало — 11 305 та ще 29 зникло безвісти. До людських жертв і значних руйнувань призводять також і селеві потоки та зсуви, що виникають унаслідок проливних дощів.

## Національні парки

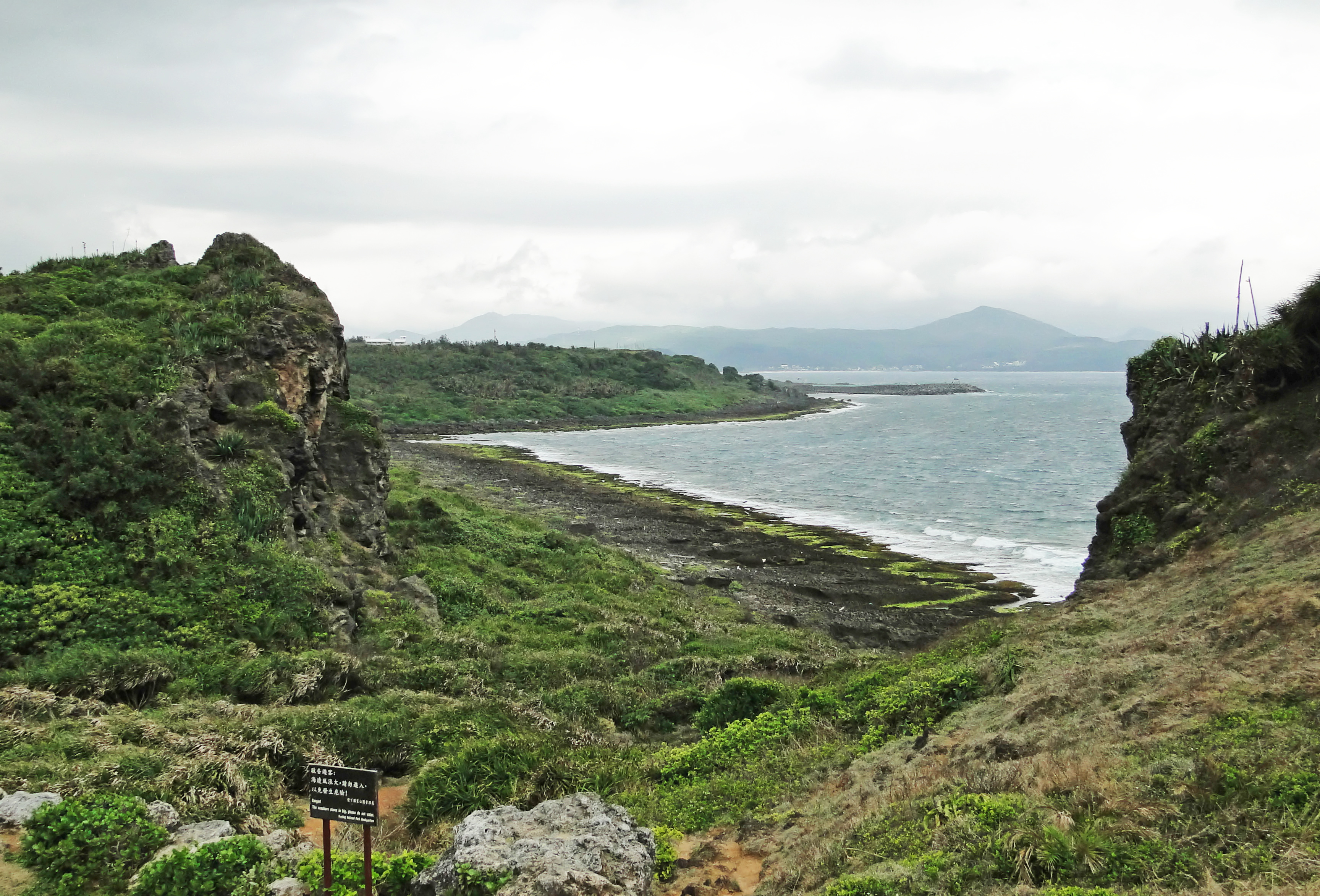
Парк Кендін

На острові налічується 17 заказників, 20 біосферних заповідників, 8 національних парків:
1. Янміншань
2. Юйшань
3. Тароко
4. Кендін
5. Сюеба
6. Шейпа
7. Цзіньмень
8. Тайдун

34 лісових резерватів (загальна площа 452 тис. га). Створено 13 особливих ландшафтних зон: Північного узбережжя, Північно-Східного узбережжя, Східного узбережжя, затоки Дапен, Маулін, Сіраю, гори Алішань, Жіюетань (Озеро Сонця і Місяця), Південного узбережжя, Острови Пенху, Східна рифтова долина Хуадун, гори Саншань, Островів Мацзу.

## Історія

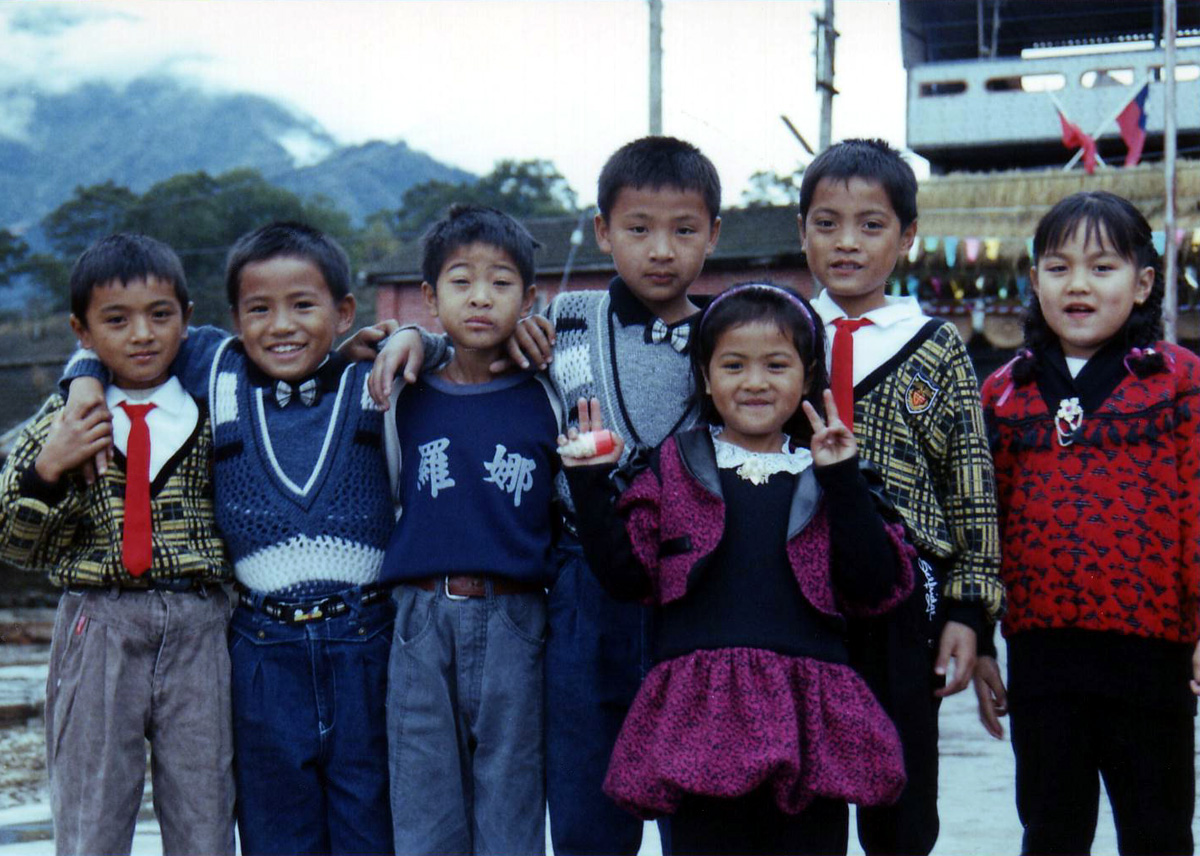
Аборигени Тайваню

Історія острова Тайвань сягає десятків тисяч років. Вважається, що раптова поява культури, заснованої на сільському господарстві приблизно в 3000 році до нашої ери, відображає прибуття предків сучасних корінних народів Тайваню. З кінця 13-го до початку 17-го століть китайці поступово вступали в контакт з Тайванем і почали там оселятися. Південна частина острова, названа португальськими дослідниками Формозою, була колонізована голландцями в 17 столітті, а іспанці побудували поселення на півночі. Ці європейські поселення супроводжувалися прибуттям хокло, включаючи хакка.
У 1662 році Коксінґа, вірний династії Мін, який втратив контроль над материковим Китаєм у 1644 році, переміг голландців і створив базу на острові. Його війська зазнали поразки від династії Цін у 1683 році, і частини Тайваню дедалі більше інтегрувалися в імперію Цін. Після першої японо-китайської війни 1895 року Цін поступився Тайванем разом із Пенху Японській імперії. Тайвань виробляв рис і цукор для експорту до Японської імперії, а також служив базою для японського вторгнення в Південно-Східну Азію та Тихий океан під час Другої світової війни. Японська імперська освіта була реалізована на Тайвані, і багато тайванців також воювали за Японію під час війни.

Метою сучасного Руху за незалежність Тайваню є офіційне проголошення незалежності та суверенності «Тайванської держави»

У 1945 році, після завершення бойових дій у Другій світовій війні, націоналістичний уряд Республіки Китай на чолі з Гоміньданом узяв під свій контроль Тайвань. У 1949 році, після втрати контролю над материковим Китаєм під час громадянської війни в Китаї, уряд Республіки Китай відійшов на Тайвань, а Чан Кайші оголосив воєнний стан. Гоміньдан керував Тайванем (разом з островами Кінмень, Уцю та Мацзу на протилежному боці Тайванської протоки) як однопартійною державою протягом сорока років, до демократичних реформ у 1980-х роках, які призвели до перших в історії прямих президентських виборів (1996). У післявоєнний період Тайвань пережив швидку індустріалізацію та економічне зростання, відоме як «тайванське диво», був відомий як один із «чотирьох тигрів».

### Українською
- Атлас світу / голов. ред. І. С. Руденко ; зав. ред. В. В. Радченко ; відп. ред. О. В. Вакуленко. — К. : ДНВП «Картографія», 2005. — 336 с. — ISBN 9666315467.
- Бєлозоров С. Т. Географія материків. — К. : Вища школа, 1971. — 371 с.
- Барановська О. В. Фізична географія материків і океанів : навч. посіб. для студентів ВНЗ : [у 2 ч.]. — Н. : Ніжинський державний університет ім. Миколи Гоголя, 2013. — 306 с. — ISBN 978-617-527-106-3.
- Тайвань // Гірничий енциклопедичний словник : [у 3-х тт.] / за ред. В. С. Білецького. — Д. : Східний видавничий дім, 2004. — Т. 3. — 752 с. — ISBN 966-7804-78-X.
- Дубович І. А. Країнознавчий словник-довідник. — 5-те вид., перероб. і доп. — К. : Знання, 2008. — 839 с. — ISBN 978-966-346-330-8.
- Панасенко Б. Д. Фізична географія материків : навч. посіб. : в 2 ч. — В. : ЕкоБізнесЦентр, 1999. — 200 с.
- Фізична географія материків та океанів : підруч. для студ. вищ. навч. закл. : у 2 т / за ред. П. Г. Шищенка. — К. : Видавництво Київського нац. ун-т ім. Т. Шевченка, 2009. — Т. 1. : Азія. — 643 с. — ISBN 978-966-439-257-7.
- Юрківський В. М. Регіональна економічна і соціальна географія. Зарубіжні країни: Підручник. — 2-ге. — К. : Либідь, 2001. — 416 с. — ISBN 966-06-0092-5.

### Англійською
- (англ.) Graham Bateman. The Encyclopedia of World Geography. — Andromeda, 2002. — 288 с. — ISBN 1871869587.